# Straßen und Plätze in Ludwigshafen am Rhein/T

## Tannenstraße
67067 Ludwigshafen-Gartenstadt
Die Tannen (Abies) bilden eine Pflanzengattung in der Familie der Kieferngewächse (Pinaceae).
Die Tannenstraße ist eine Querstraße zur Eichenstraße am Ostrand des Hochfelds.

## Theodor-Heuss-Straße
67071 Ludwigshafen-Ruchheim
Theodor Heuss war von 1949 bis 1959 der erste Bundespräsident der Bundesrepublik Deutschland.
Die Theodor-Heuss-Straße ist die östliche Fortsetzung der Paul-Münch-Straße im Stadtteil Ruchheim.

## Thomas-Mann-Straße
67071 Ludwigshafen-Oggersheim
Thomas Mann zählt zu den bedeutendsten Erzählern deutscher Sprache im 20. Jahrhundert. 
Die Thomas-Mann-Straße ist eine Seitenstraße zur Bertolt-Brecht-Straße im Westen des Stadtteils Oggersheim.

## Thorwaldsenstraße
67071 Ludwigshafen-Süd
Bertel Thorvaldsen war ein dänischer Bildhauer.

## Tilsiter Weg
67071 Ludwigshafen-Ruchheim
Sowetsk (russisch Советск, auch als Sowjetsk transkribiert; bis 1946 Tilsit) ist eine rajonsunabhängige Stadt in der russischen Exklave Kaliningrad (deutsch Königsberg), im ehemaligen Ostpreußen.
Der Tilsiter Weg ist eine Querstraße zur Mutterstadter Straße im Süden des Stadtteils Ruchheim.

## Treidlergasse
67065 Ludwigshafen
Treideln bezeichnet die Tätigkeit des Schiffeziehens auf Flüssen durch Menschen oder Zugtiere. Die Treidlergasse erinnert daran, dass Mundenheim früher noch näher am Rhein lag.

## Trifelsstraße
67065 Ludwigshafen
Die Reichsburg Trifels ist eine mittelalterliche Burganlage oberhalb der südpfälzischen Kleinstadt Annweiler auf einem dreifach gespaltenen Buntsandstein-Felsen und hat daher auch ihren Namen, der „dreifacher Fels“ bedeutet.

## Tullastraße
67069 Ludwigshafen
Johann Gottfried Tulla war ein badischer Ingenieur, der im 19. Jahrhundert die Begradigung und Schiffbarmachung des Rheins durchführte. Seine Maßnahmen gaben dem Oberrhein ein völlig neues Aussehen. 

## Turmstraße
67059 Ludwigshafen-West

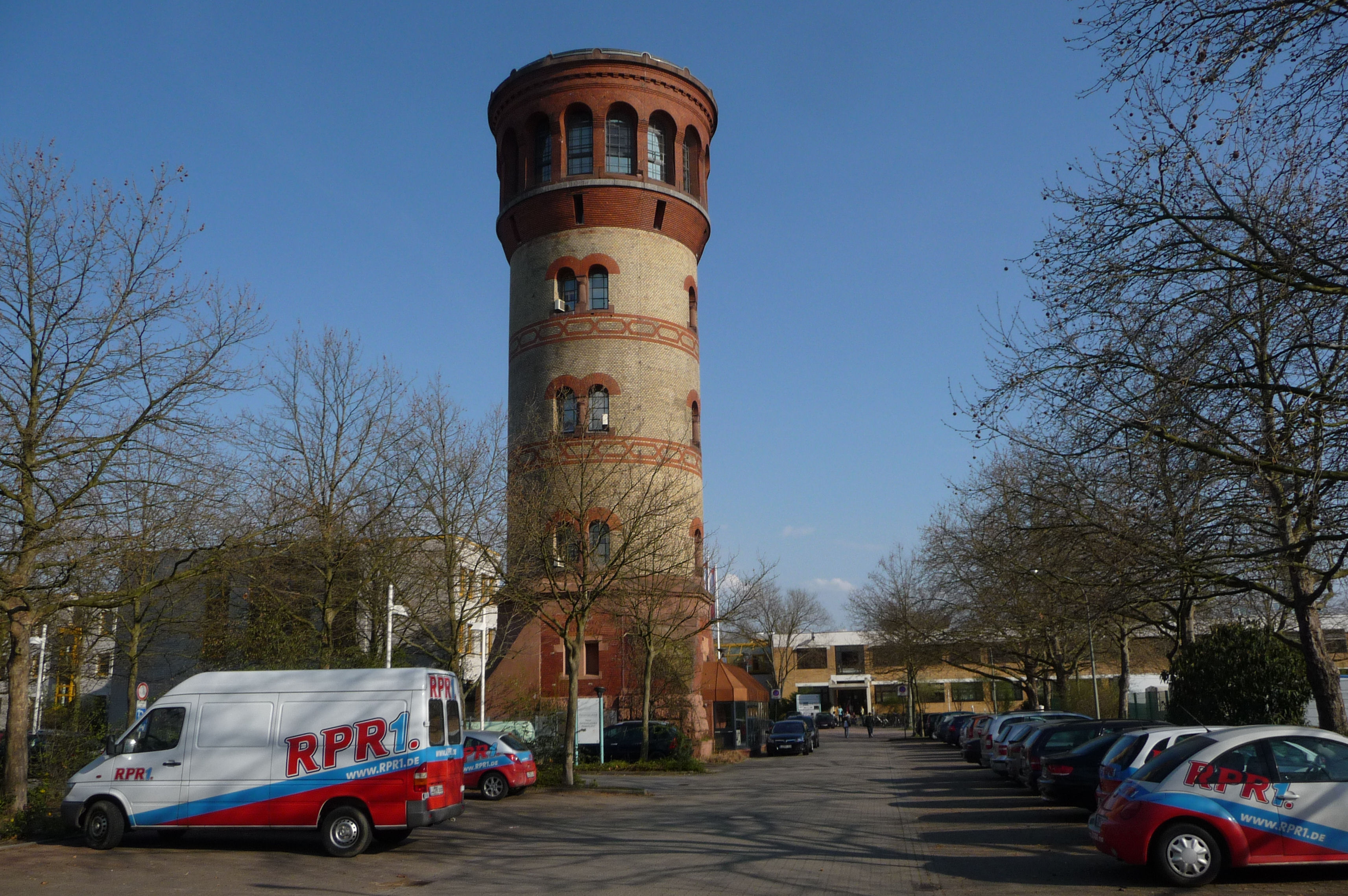
Wasserturm in der Turmstraße

Die Turmstraße befindet sich auf dem Gelände des ehemaligen Schlachthofs als Nebenstraße der Bliesstraße und der Bayreuther Straße. Sie hat ihren Namen durch den Wasserturm auf dem Gelände. 
Von hier aus wurde 1984 mit dem Kabelpilotprojekt das Privatfernsehen in Deutschland gestartet. Es startete, betrieben durch die Anstalt für Kabelkommunikation, am 1. Januar 1984 um 9:45 Uhr in einem Kellerstudio. Der erste Sender war die PKS (Programmgesellschaft für Kabel- und Satellitenfunk), die Vorgängerin von Sat.1. Den ersten Satz („Meine sehr verehrten Damen und Herren, in diesem Moment sind Sie Zeuge des Starts des ersten privaten Fernsehveranstalters in der Bundesrepublik Deutschland“) sprach um 9:58 Uhr der damalige Geschäftsführer der Frankfurter PKS und später auch des Nachfolgers Sat.1 Jürgen Doetz zusammen mit Irene Joest.
In der Turmstraße befindet sich das Bildungszentrum BürgerMedien (BZBM) und der Radiosender RPR1, der meistgehörte Sender in Rheinland-Pfalz. Der Sendestart war am 30. April 1986 und damit war RPR1 der erste private Hörfunksender in Deutschland.